# Všehrdova (Praha)
Všehrdova ulice na Malé Straně v Praze vede od Vítězné ulice přes Říční do ulice Újezd. Nazvána je podle spisovatele, právníka a děkana Univerzity Karlovy Viktorina Kornela ze Všehrd (1460–1520), který tu vlastnil domy na čísle 448/12 a 449/14.

## Historie a názvy
Nejstarší stavba v ulici je kostel svatého Jana Křtitele, založený v roce 1142. V prostoru a okolí ulice byly zahrady, mlýny a cihelna. Názvy ulice se měnily:
- 18. století
  - "Špitálská" podle špitálu při kostele
  - část ulice u domu číslo 450/16, kde byla zbrojnice, nazývali "U Zbrojnice" nebo "Zbrojní"
  - část ulice u Všehrdových domů se nazývala "Cihelná"
- od roku 1945 má celá ulice název "Všehrdova".

## Budovy, firmy a instituce
- měšťanský dům – Všehrdova 8, Říční 2[2]
- dům U Bílého kříže – Všehrdova 11, Besední 5[3]
- Dům Ve mlejnku – Všehrdova 12[4]
- Dům U Voskářů, V bílém domku – Všehrdova 13[5]
- dům U Červeného kříže – Všehrdova 15[6]
- Kostel svatého Jana Křtitele Na prádle – Všehrdova
- hotel Kampa – Všehrdova 16[7]
- restaurace Tlustá myš – Všehrdova 19[8]